# حمام بهنة
حمام بهنة (بالفارسية: گرمابه پهنه) هو حمام تاريخي يعود إلى الدولة التيمورية والقاجاريون، ويقع في سمنان.